# سید محمود ابطحی
توجه : باسید محمود ابطحی (سخنران)اشتباه نشود
سید محمود ابطحی (زادهٔ ۱۳۲۸ در خمینی‌شهر - ۷ آبان ۱۳۹۲ در مسجد سلیمان) نمایندهٔ حوزهٔ انتخابیهٔ خمینی‌شهر در دورهٔ پنجم و دورهٔ هفتم مجلس شورای اسلامی بوده‌است.وی هنگام بازدید از شرکت سیمان کارون که مدیرعاملی آن را بر عهده داشت در مسجد سلیمان بر اثر سکته در گذشت
ابطحی مدتی مدیر عامل شرکت دخانیات ایران بود. 

وی در سال۱۳۲۸ در خمینی شهر چشم به جان گشود‌ .دانش آموخته کارشناسی ارشد زمین‌شناسی و در حزب سیاسی اصولگرایان میباشد. همچنین ایشان 
سابقه نمایندگی در دوره پنجم و و دوره هفتم مجلس شورای اسلامی را درکارنامه خود داشته است.